# チャールズ・ティックナー
チャールズ・ティックナー（Charles Tickner、1953年11月13日 - ）は、アメリカ出身のフィギュアスケート選手。1980年レークプラシッドオリンピック男子シングル銅メダリスト。1978年世界フィギュアスケート選手権優勝。

## 経歴
- 1977年、1979年、1980年、1981年全米フィギュアスケート選手権 優勝。
- 1978年世界フィギュアスケート選手権 優勝。
- 1980年レークプラシッドオリンピックで銅メダルを獲得。

## 主な戦績
| 大会/年      | 1973-74 | 1974-75 | 1976-77 | 1977-78 | 1978-79 | 1979-80 |
| ------------ | ------- | ------- | ------- | ------- | ------- | ------- |
| オリンピック |         |         |         |         |         | 3       |
| 世界選手権   |         |         | 5       | 1       | 4       | 3       |
| 全米選手権   | 3       | 3       | 1       | 1       | 1       | 1       |